# Ralph Benatzky

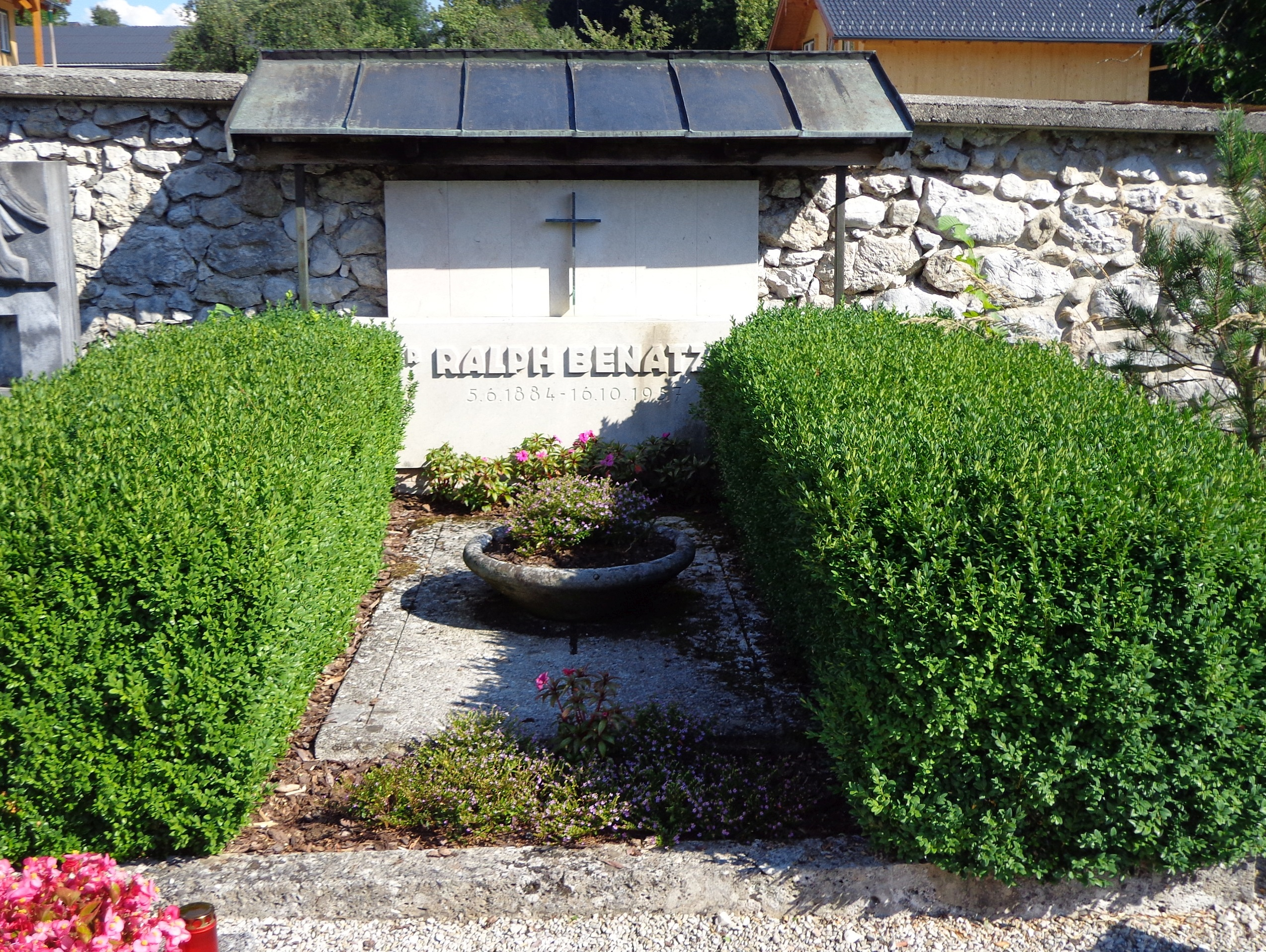
hrob Ralpha Benatkého na hřitově ve St.Wolfgangu

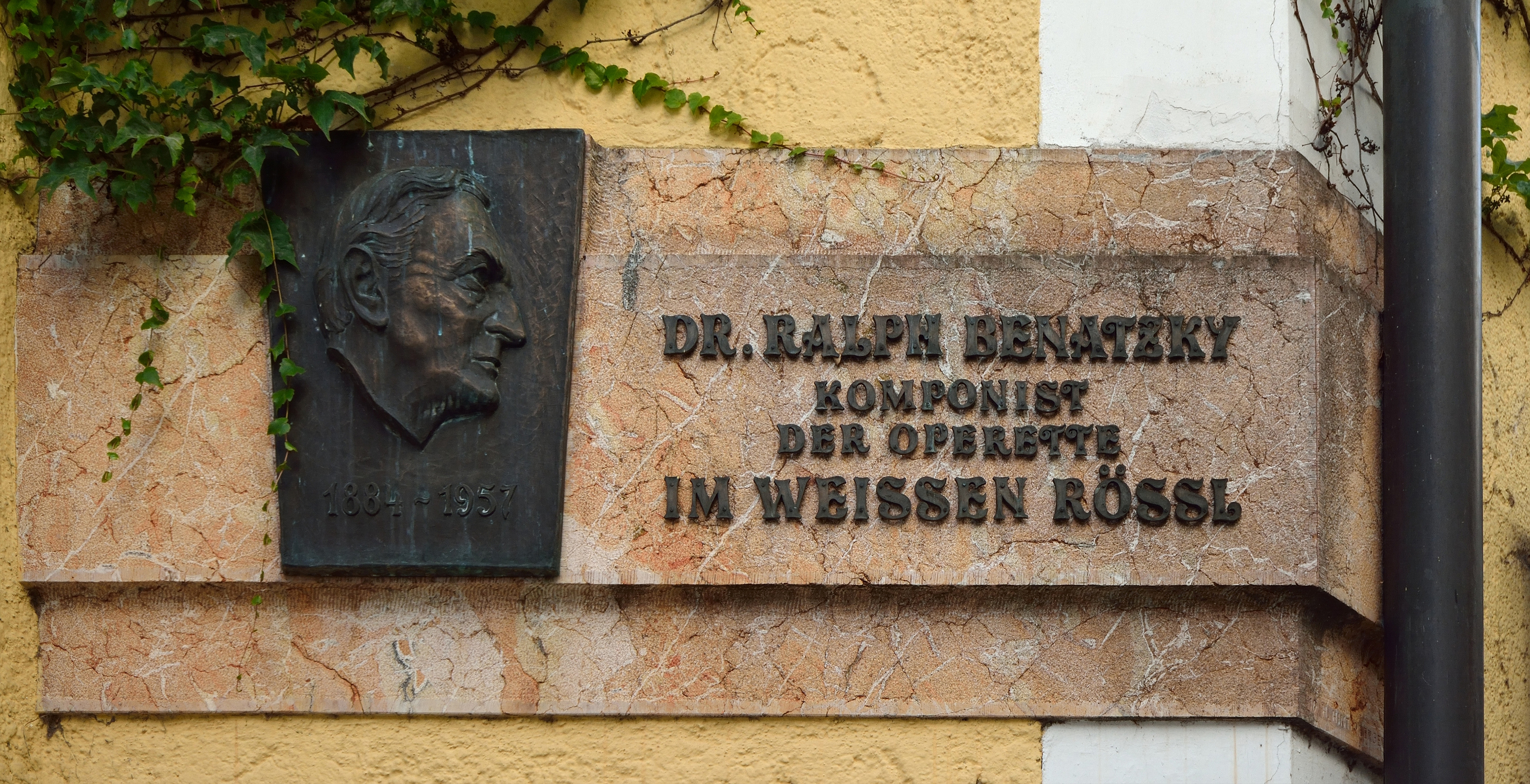
pamětní deska na hotelu „Weißen Rössl“ v St.Wolfgangu (Horní Rakousko)

Ralph Benatzky (narozen jako Rudolf Josef František Benatzky) (5. června 1884, Moravské Budějovice – 16. října 1957, Curych) byl česko-rakouský operetní skladatel.

## Biografie
Rudolf Josef František Benatzky se narodil v roce 1884 v Moravských Budějovicích, jeho otcem byl učitel na německé škole, matka byla dcerou českého vinaře. V letech 1901–1904 vychodil kadetní školu ve Vídni, kam se rodina roku 1890 přestěhovala. Během vojenské školy působil ve vojenském orchestru, v roce 1907 pak musel z armády pro zdravotní důvody odejít. Následně v roce 1911 odpromoval na vídeňské univerzitě z germanistiky. V roce 1914 si vzal Yosmu Selim.

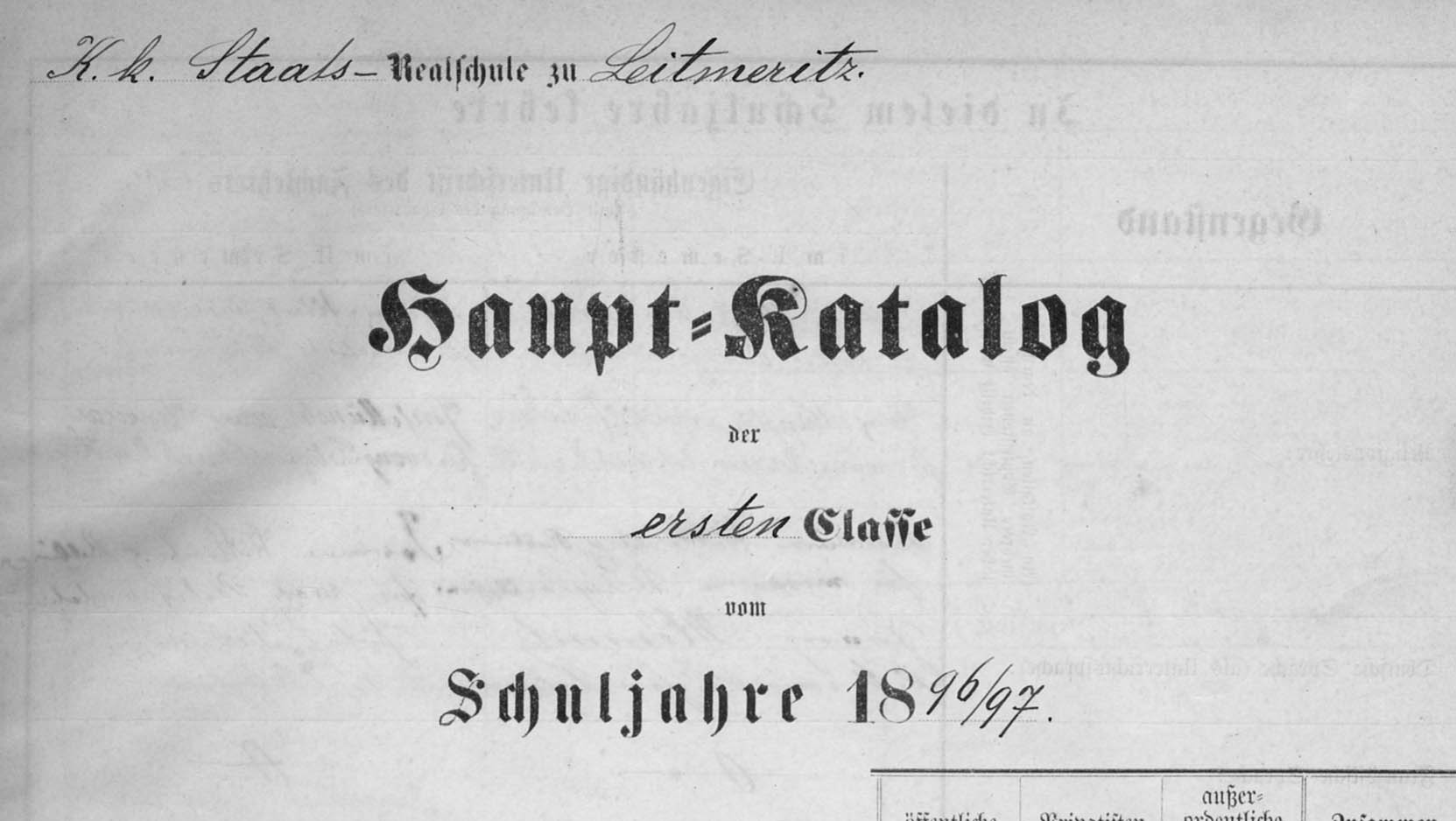
Katalog reálky v Litoměřicích 1896-97 - titulní list

Souběžně rozšiřoval své hudební vzdělání (byl mimo jiné žákem Antonína Dvořáka) a záhy se rozhodl zcela věnovat hudbě. Začal jako skladatel, poté se svou první manželkou Josmou Selim vytvořil velmi úspěšnou hereckou dvojici. V roce 1910 se stal dirigentem Malého divadla (Kleines Theater) v Mnichově.
V následujících letech vystřídal několik kabaretních scén, pro které psal písně, texty, scénky a menší operety. Některé z nich se hrály nejen v Německu, ale i ve Vídni. Díky nim se stal v roce 1914 hudebním ředitelem vídeňského kabaretu Rideamus. Jeho opereta Prinzchens Frühlingserwachen (Princátkovo jarní probuzení) se hrála i v Apollotheater a menší skeče se dostaly i na scény britských varietních divadel.
První významný úspěch zaznamenal Benatzky v roce 1916 s operetou Liebe im Schnee (Láska ve sněhu) a poté zejména s operetou Yuschi tanzt (Juši tančí), která se jen ve vídeňském Bürgertheater hrála 109x a po níž následovalo vítězné tažení Německem a Maďarskem. Po nadšeném přijetí jeho dalších operet vídeňským publikem se přesunul do Berlína a tam, na počátku 30. let, se stal nejpopulárnějším autorem hudebních komedií první poloviny 20. století.
Vedle výpravných velkých operet se Benatzky věnoval také menším hudebním komediím. V roce 1930 sklidil velký mezinárodní úspěch s adaptací francouzské komedie Ma sœur et moi (Moje sestra a já). Nemenší úspěchy mu přinesla i hudba k filmům. Na vrcholu slávy však došlo k vzestupu německého nacismu. Situace skladatele byla o to vážnější, že jeho manželka byla židovského původu. Jako mnoho dalších umělců a vědců opustil Německo a přes Vídeň a Paříž zakotvil ve Spojených státech. Mimo jiné zde přeložil a upravil operu George Gershwina Porgy a Bess, která však měla německou premiéru až v roce 1950 v Curychu.
Po válce se Benatzky vrátil do Evropy a svá poslední léta strávil ve Švýcarsku. Psal a komponoval až do posledních chvil svého života. Byl pochován v Sankt Wolfgang im Salzkammergut, kde se odehrával děj jeho patrně nejslavnější operety Im weißen Rößl (U Bílého koníčka).

Podle knihy Fritze Hennenberga Ralph Benatzky (Wien 2009) a dalších zdrojů byly některé skutečnosti ve skladatelově životě odlišné. V důsledku změn otcova působiště Benatzkého rodina žila od roku 1891 v Žamberku, po dvou letech (1893) přesídlila do Dolního Týnce a po dalších dvou letech do Třebenic u Litoměřic, kde mladý Benatzky podle záznamů ve školních katalozích v letech 1896–1900 studoval na reálce. Poté se souhlasem otce přestoupil do kadetní školy ve Vídni a roku 1904 maturoval na vojenském reálném gymnáziu. Jako podporučík (později poručík) byl poté ve vojenské službě v Praze a od května 1906 v ukrajinském městě Kolomyja, ale koncem toho roku podle záznamů rakouského ministerstva obrany byl pro onemocnění tuberkulózou a syfilidou hospitalizován a 1. září 1909 byl dán do důchodu. (s. 18–22)

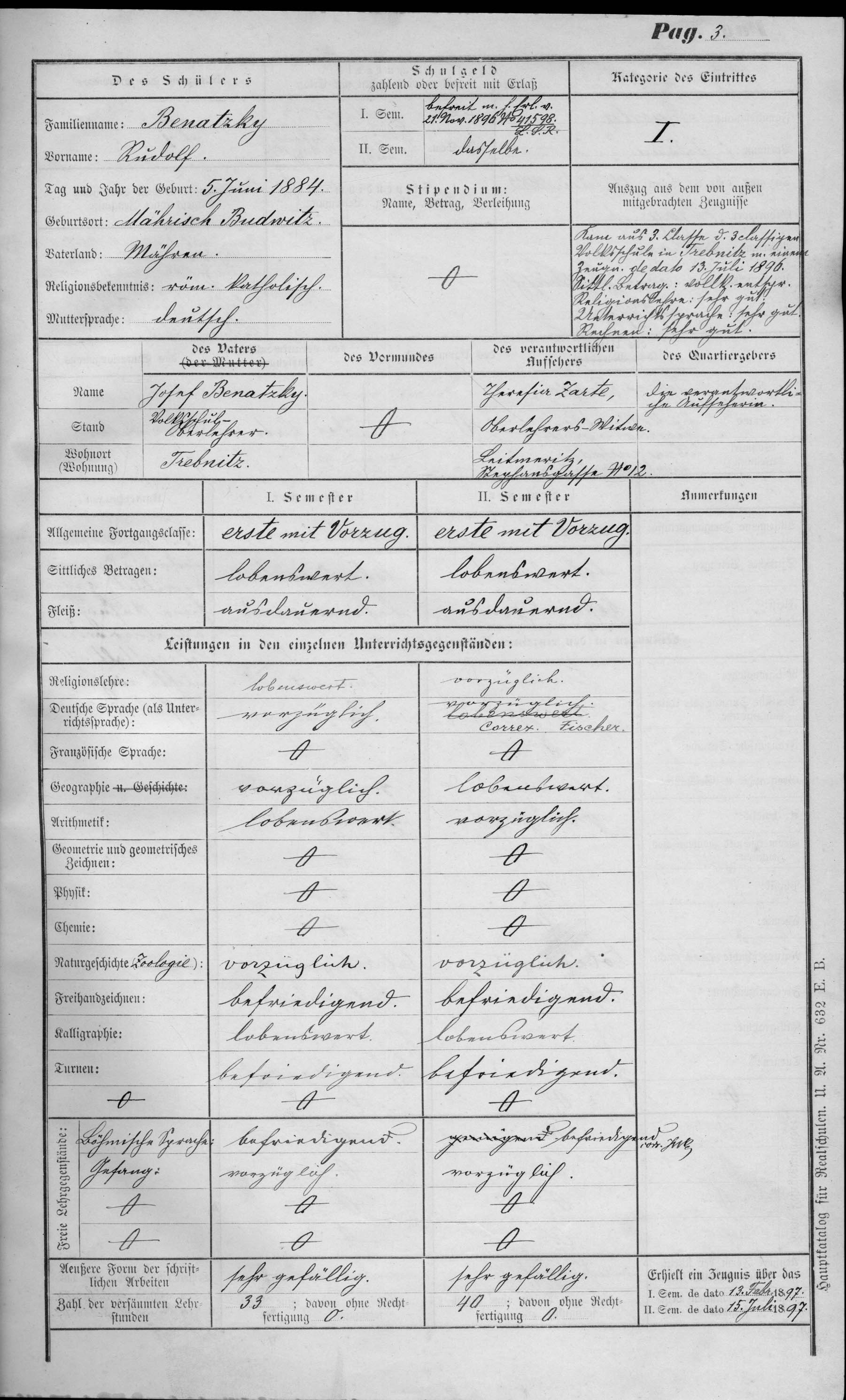
List R. Benatzkého z katalogu reálky v Litoměřicích 1896-97

## Hudební kariéra
Benatzky projevoval již od útlého dětství neobyčejné nadání k hudebnímu umění a literární tvorbě. Základy hudebního vzdělání (zejména ve hře na klavír) získal od otce, jako skladatel byl v podstatě samouk.(s. 19) Údajné studium u Antonína Dvořáka je zcela vyloučeno, protože Benatzky přibyl do Prahy až 18. srpna 1904, tedy tři a půl měsíce po Dvořákově smrti. (s. 21) Studium u Felixe Mottla v Mnichově je nanejvýš nepravděpodobné, protože jméno Benatzkého se mezi studenty Královské hudební akademie, kde Mottl vyučoval, nevyskytuje (s. 26). Ve Vídni skutečně získal doktorát v oboru germanistiky po úspěšné obhajobě vynikající práce o básnířce Rose Marii Assing (s. 24). Jako skladatel se Benatzky začal veřejně uplatňovat od roku 1908 zpočátku jako autor šansonů, scének a malých operet. V letech 1909–10 byl uměleckým vedoucím vídeňského kabaretu „Die Hölle“, od roku 1910 hudebním šéfem kabaretního divadla“Bonbonière“ v Mnichově ( s. 32) a v letech 1914–15 v téže funkci ve vídeňském „Bunte Bühne Rideamus“. Jeho opereta Prinzchens Frühlingserwachen (Princeznino jarní probuzení) byla roku 1914 uvedena ve vídeňském Apollotheater a menší skeče se dostaly i na scény německých a britských varietních divadel. V té době, po rozchodu s jeho první partnerkou (podle ústního podání manželkou), zpěvačkou a herečkou Fedi Féran, se oženil se šansoniérkou Josmou Selim (1884 – 1929, občanským jménem Hedwig Fischer) s níž pak jako klavírista a hlavní autor jejího repertoáru téměř půl druhého desetiletí vystupoval v evropských kulturních centrech. Prvního z významných divadelních úspěchů dosáhl Benatzky v roce 1916 operetou Liebe im Schnee (Láska ve sněhu). Jedno z jeho mnoha dalších děl Yuschi tanzt (Juši tančí) mělo ve vídeňském Bürgertheater roku 1920 premiéru se 108 reprízami a poté následovalo její vítězné tažení Německem a Maďarskem. Nadšené bylo přijetí Benatzkého dalších operet (Apači 1920, přepracování operety J. Strausse Casanova 1928, Tři mušketýři 1929 Meine Schwester und ich (Moje sestra a já) a především Im weissen Rössl (U bílého koníčka). Po premiéře 8. listopadu 1930 v berlínském Grosses Schauspielhaus následovalo 416 repríz, v londýnském divadle Colisseum se uskutečnilo 651 představení. Benatzky se stal nejpopulárnějším autorem hudebních komedií první poloviny 20. století. Vedle výpravných velkých operet se nadále věnoval také menším hudebním komediím. Úspěšná byla i jeho hudba k filmům. Od roku 1926 žil v Berlíně. Pro zesilující antisemitismus se svou novou manželkou – tanečnicí Melanií Hoffmann, která byla židovského původu, roku 1932 přesídlil do švýcarského města Thun, kde si již dřív koupil vilu. V roce 1938 po podepsání smlouvy s filmovou společností Metro Goldwyn Mayer navštívil USA, odkud se pro nevyhovující pracovní podmínky ještě v témže roce vrátil, ale když mu bylo odmítnuto udělení švýcarského občanství, v roce 1940 do USA s manželkou emigroval. Jeho uplatnění v rozhlase, filmu a divadle však již zdaleka nedosahovalo úrovně jeho předválečných úspěchů a to ani po návratu do Evropy v roce 1946. Od roku 1948 žil v Curychu, kde kromě jiného napsal životopisný román spojující skutečnost s fikcí „V dur a moll“, z něhož jsou mnohdy přebírány nepřesné i nepravdivé údaje. Psal a komponoval až do posledních chvil svého života. Zachováno či doloženo je několik stovek písní a chansonů, z nichž okolo dvou set je tištěných (Benatzky uvedl v programu večera chansonů v roce 1928, že jich vytvořil pět tisíc), víc než sto hudebně dramatických skladeb a libreta či texty k dalším, hudbu a scénáře ke čtrnácti filmům, mnoho drobných i větších literárních děl (s. 12). Na své přání byl pochován v Sankt Wolfgang im Salzkammergut v Rakousku, v místě děje jeho nejslavnější operety Im weißen Rößl (U Bílého koníčka). Toto dílo, obsahující některá čísla, zkomponovaná jinými skladateli, se podle databáze Divadelního ústavu https://vis.idu.cz/Productions.aspx od roku 1945 dočkalo v Česku dvanácti inscenací opereta Bezauberndes Fräulein (Okouzlující slečna) byla nastudována třikrát, nejnověji v Plzni roku 2018.

## Jevištní díla
- High-life (1906, nedokončeno)
- Amore prohibito (1907)
- Eheliche Zwischenspiele (1908)
- Laridon (1909)
- Der Komet kommt! (1909)
- Va-banque (1909)
- Der Star (1909)
- Der Nachtwächter (komická opera – 1909)
- Der Record (1909)
- Varieté (1910)
- Die Walzerkomtesse (1910)
- Der Walzer von heute Nacht (1910)
- Die Sünde (1910)
- Vision (1910)
- Prinz Gongo (1910)
- Cherchez la femme (1911)
- Madame s'amuse (1911)
- Colombinens Untreue (1911)
- Das blonde Abenteuer (1911)
- Pomponette (1911)
- Cocottchens Mission (1911)
- Die Schmiedin von Kent (libreto k opeře Karla von Kaskela – 1911)
- Der Teufel und das nackte Weib (1912)
- Scherzo, quasi phantasia (1912)
- Der gute König (opera, společně s Leopoldem Jacobsem – 1912)
- Der lachende Dreibund (1912)
- Annerle (1912)
- Axl (1912)
- Giovanni Boccaccio und seine Zeit. Die zweite Erzählung des zweiten Tages (1912)
- Contra Pagat! (1914)
- Fritz, wo warst Du heute Nacht? (1912, pouze text)
- Die Blinde (libreto k opeře Maxe Aste – 1913)
- Carnevalone (singspiel – 1913)
- Prinzchens Frühlingserwachen! (1914)
- Es pfeifens schon die Musici (1914)
- Jack, wo warst Du heute Nacht? (1914 – neprovedeno)
- Das Checkbuch des Teufels (1914)
- Anno 14 (1914)
- General Wutsikoff (1914)
- Fräulein Don Juan (Paracelsus) (1915)
- Solang 's noch Madeln gibt (1915)
- "9010" (1915)
- Sind Sie nicht meine Tochter? (1915)
- Karussell! (1915)
- Büxl (1916)
- Der Desperado (1917)
- Unter Palmen (1916)
- Du goldige Frau (1916)
- Glückliche Leute (1917)
- Die unbedeutende Frau (1917)
- Das Abenteuer seiner Majestät (1917)
- Die spanische Tänzerin (Mañola) (1918)
- Die tanzende Maske (1918)
- Die Verliebten (singspiel – 1919)
- Die schöne Sünderin (1920)
- Apachen! (1920)
- Yuschi tanzt (1920)
- Bluffodant (1920)
- Graf Cheveraux (1920)
- Die Insel der Seligen (1920)
- Pipsi (1921)
- Die Primadonna (1922)
- Ein Märchen aus Florenz (1922)
- Adieu Mimi! (1925)
- An alle ..! (1924)
- Die unbedeutende Frau (1925)
- Für Dich! (1925)
- Die Nacht von San Sebastian (1926)
- Wien lacht wieder! (1926)
- Whisky-Soda (1926)
- Gaby Deslys (1927)
- Alles aus Liebe (1927)
- Casanova (1928)
- Die fünf Wünsche (1928)
- Die drei Musketiere (1929)
- Mit dir allein auf einer einsamen Insel...(1929)
- Meine Schwester und ich (1929)
- Heute Abend wird aus dem Stegreif gespielt (1930)
- Im weißen Rössl (1930)
- Cocktail (1930)
- Der Großfürst und die Tänzerin (1931)
- Gasparone (přepracování operety Karla Millöckera (1931)
- Zur gold'nen Liebe (1931)
- Morgen geht's uns gut! (1931)
- Der arme Jonathan (1931)
- Circus Aimée (1931)
- Johann III. (1931)
- Flirt in Nizza (1932)
- Bezauberndes Fräulein! (1933)
- Deux sous de fleurs (1933)
- Madame est servie (1933, neprovedeno)
- Feuer am Dach (1933, neprovedeno)
- Das kleine Café (1934)
- Der König mit dem Regenschirm (1935)
- The Flying Trapeze (1935)
- Der reichste Mann der Welt (1935)
- Axel an der Himmelstür (1936)
- Herzen im Schnee (1936)
- Pariserinnen (1937)
- Majestät privat (1937)
- Wer gewinnt Colette? (1937)
- Angielina (1939)
- Landrinette (1939)
- Life à la carte (1940, neprovedeno)
- Waldmeister (1941)
- Love makes me (1943)
- Arsenic and Old Lace (1944)
- Anatol (1945 – neprovedeno)
- Herr und Frau Nord (1945)
- The blonde Sultana (1945)
- Ein Liebestraum (1946)
- Das heiße Herz (1946)
- Kleinstadtzauber (1947)
- Liebesschule (1948)
- Märchen an Bord (1948)
- Zum Goldregen (1951)

Jevištní díla (upraveno)
(v závorce je nejprve rok vzniku díla, následuje údaj o premiéře – původní seznam byl doplněn a upřesněn podle knihy F. Hennenberga Ralph Benatzky)
High–life (1906, nedokončeno)
Amore prohibito (1907)
Eheliche Zwischenspiele (tři trapné scény – 1908, Mnichov 1910)
Laridon (škádlivá hra –1909, Hamburk 1911)
Der Komet kommt! (burleskní jednoaktová opereta –1909, Mnichov 1910)
Va–banque (jednoaktové mimodrama –1909, Mannheim 1910)
Der Star (jednoaktový skeč –1909, Drážďany 1910)
Der Nachtwächter (jednoaktová komická opera – 1909, Berlín 1910)
Der Record (operera o dvou obrazech –1909)
Varieté (hudba k jednoaktovce H. Manna –1910, Berlín 1910)
Die Walzerkomtesse (jednoaktová opereta –1910, Vídeň 1910)
Der Walzer von heute Nacht (jednoaktová opereta –1910, Wiesbaden 1910)
Die Sünde (jednoaktové mimodrama –1910, Berlín 1910)
Vision (němohra o třech scénách –1910)
Prinz Gongo (1910)
Cherchez la femme (tříaktová opereta –1911, Mnichov 1910 – plánováno)
Madame s'amuse (1911)
Colombinens Untreue (žert o jedné scéně –1911, Norimberk 1911)
Das blonde Abenteuer (jednoaktová drobnost –1911, Norimberk 1911)
Liebe in Schnee (tříaktová opereta – 1911, přepracování 1915, Vídeň 1916)
Pomponette (jednoaktová opereta –1911, Norimberk 1911)
Cocottchens Mission (satira – 1911, Norimberk 1911)
Die Schmiedin von Kent (libreto k opeře Karla von Kaskela – 1911, Drážďany 1916)
Der Teufel und das nackte Weib (jednoaktová scéna – 1912, Curych 1912)
Scherzo, quasi phantasia (strojopisná groteska –1912)
Der gute König (opera, společně s Leopoldem Jacobsem – 1912)
Der lachende Dreibund (tříaktová opera – 1912, Berlín 1913)
Annerle (1912)
Axl (1912)
Giovanni Boccaccio und seine Zeit. Die zweite Erzählung des zweiten Tages (dramatizace povídky – 1912, premiéra 1912)
Contra Pagat! (strojopis: hra taroků – 1914, Vídeň 1916)
Fritz, wo warst Du heute Nacht? (1912, pouze text)
Die Blinde (libreto k opeře Maxe Aste – 1913, Vídeň 1927)
Carnevalone (singspiel – 1913)
Prinzchens Frühlingserwachen! (jednoaktová opereta –1914, Vídeň 1914)
Es pfeifens schon die Musici (1914)
Jack, wo warst Du heute Nacht? (1914 – neprovedeno)
Das Checkbuch des Teufels (jednoaktová opereta –1914, Vídeň 1914)
Anno 14 (tři obrazy z našich dnů –1914, Vídeň 1914)
General Wutsikoff (jednoaktová hudební komedie –1914, Vídeň 1914)
Fräulein Don Juan (Paracelsus) (jednoaktová opereta – 1915, Vídeň 1915)
Solang 's noch Madeln gibt (1915)
"9010" (1915)
Sind Sie nicht meine Tochter? (1915)
Karussell! (jedenáct obrázků pro štěstí, text R. B. a Harry Waldau, hudba Rudolf Nelson –1915, Berlín 1915)
Büxl (1916)
Unter Palmen (1916)
Du goldige Frau (jednoaktová opereta – 1916, Vídeň 1916)
Der Desperado (1917)
Glückliche Leute (1917)
Die unbedeutende Frau (1917)
Das Abenteuer seiner Majestät (1917)
Die spanische Tänzerin (Mañola) (1918)
Die tanzende Maske (tříaktová opereta – 1918, Vídeň 1918)
Die Verliebten (tříaktový singspiel – 1919, Vídeň 1919)
Die schöne Sünderin (1920)
Apachen! (tříaktová opereta – 1920, Vídeň 1920)
Yuschi tanzt (tříaktová opereta – 1920, Vídeň 1920)
Bluffodant (fantastický skeč – 1920, Vídeň 1920)
Graf Cheveraux (jednoaktová opereta – 192, Vídeň 19200)
Die Insel der Seligen (1920)
Pipsi (fraška, spoluautoři hudby Alexander Engel a Julius Horst – 1921, Vídeň 1921)
Die Primadonna (1922)
Ein Märchen aus Florenz (dvouaktová opereta – 1922, Vídeň 1923)
Adieu Mimi! (tříaktová opereta – 1923–1925, Vídeň 1926)
An alle ..! (velká podívaná, 10 spoluautorů hudby – 1924, Berlín 1924)
Die unbedeutende Frau (tříaktová opereta – 1925)
Für Dich! (dvouaktová revue – 1925, Berlín 1925)
Die Nacht von San Sebastian (tříaktová opereta – 1926, Lipsko 1926)
Wien lacht wieder! (dvouaktová revue – 1926, Vídeň 1926)
Whisky–Soda (1926)
Gaby Deslys (1927)
Alles aus Liebe (revue o 15 obrazech, s hudebními vložkami dalších 3 autorů – 1927, Vídeň 1927)
Casanova (přepracování operety Johanna Strausse – 1928, Berlín 1928)
Die fünf Wünsche (baletní pantomima o 5 obrazech – 1928, Göttingen 2003)
Die drei Musketiere (hra z romantické doby s hudbou R. B. a hudebními vložkami jiných autorů – 1929, Berlín 1929)
Mit dir allein auf einer einsamen Insel...(tříaktová opereta – 1929, Drážďany 1929)
Meine Schwester und ich (dvouaktová hudební hra – 1929, Berlín 1930)
Heute Abend wird aus dem Stegreif gespielt (hudba k Pirandellovu dramatu – 1930, Berlín 1930)
Im weißen Rössl (tříaktový singspiel s hudebními vložkami dalších autorů – 1930, Berlín 1930)
Cocktail (dvouaktová hudební veselohra – 1930, Chicago 1936)
Der Großfürst und die Tänzerin (1931)
Gasparone (přepracování operety Karla Millöckera (1931)
Zur gold'nen Liebe (čtyřaktová opereta – 1931, Berlín 1931)
Morgen geht's uns gut! (šest obrazů – 1931, Lessing-Theater, pravděpodobně v Berlíně 1931)
Der arme Jonathan (patrně přepracování operety Carla Millöckera – 1931)
Circus Aimée (tříaktová opereta – 1931, Basel 1932)
, Vídeň 1935Johann III. (překlad, přepracování a plánovaná hudba ke komedii S. Guitryho – 1931)
Flirt in Nizza (1932)
Bezauberndes Fräulein! (čtyři obrazy podle staré veselohry – 1932–33, Vídeň 1934)
Deux sous de fleurs (opereta – 1933, Paříž 1933)
Madame est servie (opereta – 1933, neprovedeno)
Feuer am Dach (1933, neprovedeno)
Das kleine Café (vídeňská veselohra o třech aktech – 1934, Vídeň 1934)
Büxl (lidový kus s hudbou o třech aktech – 1934–35, Vídeň 1935)
Der König mit dem Regenschirm (operetní veselohra o třech aktech – 1935, Vídeň 1935)
The Flying Trapeze (revuální opereta, spoluautor hudby Mabel Wayne –1935, Londýn 1935)
Der reichste Mann der Welt (divadelní kus o 5 obrazech –1935, Vídeň 1936)
Axel an der Himmelstür (6 obrazů –1936, Vídeň 1936)
Herzen im Schnee (revuální opereta o třech jednáních –1936, Curych 1936)
Wer gewinnt Colette? (hudební veselohra ve dvou dílech – 1936, Budapešť 1936)
Pariserinnen (veselohra o 6 obrazech – 1937, Vídeň 1937)
Majestät privat (veselá opereta – 1937, Vídeň 1937)
Angielina (veselá hudební hra o třech jednáních – 1938–39, Basel 1940)
Landrinette (venkovský singspiel o 4 obrazech – 1939, Basel 1939)
Life à la carte (1940, neprovedeno)
Waldmeister (tříaktová opereta, – 1941, neprovedena)
Porgy and Bess (překlad textu opery Georga Gershwina – 1942, Curych 1950)
Love makes me (1943)
Arsenic and Old Lace (1944)
Anatol (1945 – neprovedeno)
Herr und Frau Nord (tříaktová kriminální činohra – 1945, Lucern 1946)
The blonde Sultana (1945)
Ein Liebestraum (tříaktová opereta – 1946, neprovedena)
Das heiße Herz (překlad činohry Johna Patricka – 1946, Bern 1947)
Kleinstadtzauber (původní název Der Revisor, hudební veselohra – 1947, Curych 1947)
Liebesschule (veselohra s hudbou R. Benatzkého –1947–48, Göttingen 1950)
Märchen an Bord (komická opera o dvou dílech – 1948, neprovedena)
Zum Goldregen (1951)

## Filmová hudba
- Der unsterbliche Lump – Universum-Film (Ufa), Berlín, 1929
- Die letzte Kompagnie – Universum-Film (Ufa), Berlín, 1929
- Arm wie eine Kirchenmaus – Richard-Oswald-Produktion Berlin, 1931
- Chauffeur Antoinette – Excelsior-Film Berlin, 1931
- Ihre Durchlaucht, die Verkäuferin – Cine-Allianz Film Berlin, 1933
- Wer wagt, gewinnt – Riton-Film Berlin, 1934
- Im weißen Rössl – Hade-Film Wien/Ondra-Lamac-Film Berlin, 1935
- Die Puppenfee – Hade-Film Wien, 1936
- Mädchenpensionat – Styria-Film Wien, 1937
- Die ganz großen Torheiten – Carl Froelich-Produktion, 1937
- Zu neuen Ufern – Universum-Film (Ufa) Berlin, 1937
- Damals – Universum-Film (Ufa), 1942
- Unvergängliches Licht – Badal-Film, 1950
- Verklungenes Wien – Erma-Film Wien, 1951